# Chuang Shu-chuan
Chuang Shu-chuan (* 8. Juni 1985) ist eine ehemalige taiwanesische Leichtathletin, die sich auf den Sprint spezialisiert hat.

## Sportliche Laufbahn
Erste internationale Erfahrungen sammelte Chuang Shu-chuan vermutlich im Jahr 2006, als sie bei den Asienspielen in Doha mit 11,95 s in der ersten Runde im 100-Meter-Lauf ausschied und mit der taiwanischen 4-mal-100-Meter-Staffel in 45,86 s gemeinsam mit Lin Yi-chun, Chen Ying-ru und Yu Sheue-an die Bronzemedaille hinter den Teams aus der Volksrepublik China und Japan gewann. Im Jahr darauf schied sie bei der Sommer-Universiade in Bangkok mit 25,82 s in der Vorrunde im 200-Meter-Lauf aus und gelangte mit der Staffel mit 46,74 s auf Rang acht. 2009 kam sie bei den Asienmeisterschaften in Guangzhou mit 12,50 s nicht über die erste Runde über 100 Meter hinaus und belegte mit der Staffel in 45,81 s den fünften Platz. Anschließend wurde sie bei den Ostasienspielen in Hongkong mit 46,12 s Vierte im Staffelbewerb. Im Oktober 2010 bestritt sie ihren letzten offiziellen Wettkampf und beendete daraufhin ihre aktive sportliche Karriere im Alter von 25 Jahren.
2006 wurde Chuang taiwanische Meisterin im 200 Meter sowie 2009 über 100 Meter und im 100-Meter-Hürdenlauf.

## Persönliche Bestleistungen
- 100 Meter: 11,95 s (+0,2 m/s), 8. Dezember 2006 in Doha
- 200 Meter: 24,60 s (+0,7 m/s), 24. Oktober 2007 in Tainan
- 100 m Hürden: 14,29 s (+1,3 m/s), 24. Juli 2009 in Taipeh